# Дудченко, Макар Кузьмич
Макар Кузьмич Дудченко (19 января 1902, Веркиевка, Черниговская губерния — 20 мая 1977, Нововоронцовка, Херсонская область) — советский хозяйственный, государственный и политический деятель, Герой Социалистического Труда.

## Биография
Родился 19 января 1902 года в местечке Веркиевка Веркиевской волости Нежинского уезда. Член КПСС.
С 1917 года — на хозяйственной, общественной и политической работе. В 1917—1977 гг. — крестьянин в сельскохозяйственной коммуне в Черниговской губернии, матрос, средний командир на Черноморском флоте, председатель сельскохозяйственной коммуны «Краснофлотец», председатель колхоза «12 лет Октября», участник Великой Отечественной войны, политрук роты 9-й бригады морской пехоты, парторг дивизиона 122-го и 1-го гвардейского зенитных артиллерийских полков ПВО Черноморского флота, председатель сельского совета, председатель колхоза «12 лет Октября» Нововоронцовского района, заведующий Нововоронцовского районного отдела сельского хозяйства, председатель колхоза имени Ленина Нововоронцовского района Херсонской области Украинской ССР.
Указом Президиума Верховного Совета СССР от 22 марта 1966 года присвоено звание Героя Социалистического Труда с вручением ордена Ленина и золотой медали «Серп и Молот».
Умер 20 мая 1977 года в Нововоронцовке.